# Lyrikpreis Meran
Der Lyrikpreis Meran ist ein Literaturpreis, der in der Stadt Meran von der Südtiroler Landesregierung verliehen wird. Neben dieser mit 8.000 Euro dotierten Auszeichnung wird der Preis der Stiftung Südtiroler Sparkasse (3.500 Euro) vergeben. Bis 2010 wurden stattdessen der Alfred-Gruber-Preis (3.100 Euro) und ein Förderpreis (2.100 Euro) vergeben. Seit 2008 wird als 3. Preis der „Medienpreis des RAI-Senders Bozen“ bzw. der „Medienpreis der RAI Südtirol“ vergeben. Zusätzlich gab es in den Jahren 2008 und 2010 einen Preis der Jury (1.000 Euro). Ausgeschrieben wird er vom Südtiroler Künstlerbund / Literatur und vom Verein der Bücherwürmer Lana. Der Lyrikwettbewerb Meran findet alle zwei Jahre statt.
Im Jahr 2021 wurden drei Preise vergeben, die als 1. Preis – Alfred-Gruber-Preis – 3. Preis bezeichnet wurden.

## Preisträger des Meraner Lyrikpreises
- 1993 Kurt Drawert
- 1994 Kathrin Schmidt
- 1996 Sepp Mall
- 1998 Jürgen Nendza
- 2000 Lutz Seiler
- 2002 Oswald Egger und Sylvia Geist
- 2004[1]
  - 1. Preis: Michael Donhauser
  - Alfred-Gruber-Preis: Jan Wagner
  - Förderpreis: Silke Scheuermann
- 2006[2]
  - 1. Preis: Ulrike Almut Sandig
  - Alfred-Gruber-Preis: Ulf Stolterfoht
  - Medienpreis des RAI-Senders Bozen: Andreas Neeser
- 2008[3]
  - 1. Preis: Martina Hefter
  - Alfred-Gruber-Preis: Monika Rinck
  - Medienpreis des RAI-Senders Bozen: Uljana Wolf
  - Preis der Jury: Nikola Richter
- 2010[4]
  - 1. Preis: Andre Rudolph
  - Alfred-Gruber-Preis: Sünje Lewejohann
  - Medienpreis des RAI-Senders Bozen: Carsten Zimmermann
  - Preis der Jury: Christian Rosenau
- 2012
  - 1. Preis: Uwe Kolbe
  - Alfred-Gruber-Preis: Christoph Wenzel
  - Medienpreis des RAI-Senders Bozen: Katrin Fellner
- 2014
  - 1. Preis: Thomas Kunst
  - Alfred-Gruber-Preis: Tom Schulz
  - Medienpreis der RAI Südtirol: Jan Volker Röhnert
- 2016
  - 1. Preis: Konstantin Ames
  - Alfred-Gruber-Preis: Markus R. Weber
  - Medienpreis der RAI Südtirol: Mikael Vogel
- 2018
  - 1. Preis: Kerstin Preiwuß
  - Alfred-Gruber-Preis: Martin Piekar
  - Medienpreis der RAI Südtirol: Eberhard Häfner
- 2021[5]
  - 1. Preis: Dagmara Kraus
  - Alfred-Gruber-Preis: Mara-Daria Cojocaru
  - 3. Preis: Marcus Neuert
- 2022
  - 1. Preis: Guy Helminger
  - Alfred-Gruber-Preis: Paul-Henri Campbell
  - Medienpreis der RAI Südtirol: Alexandra Bernhardt

- 2024[6]
  - 1. Preis: Tamara Štajner
  - Alfred-Gruber-Preis: Esther Dischereit
  - Medienpreis der RAI Südtirol: Sebastian Schmidt